# IBest
O iBest foi um portal e provedor de acesso à internet brasileiro. Fundado em 2001 e adquirido no mesmo ano pela Brasil Telecom. Em 2006, fundiu-se junto com a BrTurbo e passou a fazer parte do Internet Group (iG), adquirida pela Brasil Telecom em 2004.

## História

### Antecedentes
Em janeiro de 1999, foi constituída a iBest Company como empresa independente, com o objetivo de organizar o Prêmio iBest, com a exploração comercial das receitas de publicidade advindas do evento. No final de 1999, a GP Investimentos adquiriu 15% da iBest Company.

### Criação do provedor e portal
Em dezembro de 2001, a empresa ampliou suas atividades, passando a oferecer e concentrar suas operações no provimento de acesso discado à Internet com a criação do provedor iBest e do portal iBest (daí que se originou o nome do prêmio). No mesmo mês, a Brasil Telecom, por meio de sua subsidiária BrT Serviços de Internet, adquiriu 12% da empresa, estabelecendo um acordo para fornecimento de infraestrutura de acesso à Internet à iBest.
O portal iBest reuniu também os serviços de e-commerce da Lokau.com e o serviço de e-mails gratuitos da MailBr, empresas que que foram adquiridas pela iBest Company. O Grupo Estado, responsável pelo jornal O Estado de São Paulo passou a atuar como organizador de todo o conteúdo jornalístico do Portal iBest. 

### Aquisição pela Brasil Telecom
Entre 2002 e 2003, a BrT Serviços de Internet comprou 100% do capital social da iBest.
Em 2004, o iBest era o líder de mercado na Região II, onde a Brasil Telecom tinha sua concessão e segundo maior provedor de Internet gratuito do mercado brasileiro, com 4,5 milhões de usuários cadastrados e 1,3 milhão de usuários ativos.
Entre os serviços que o iBest oferecia estavam o iBest Acelerado, Suporte iBest 24 horas, HD iBest, iBest Fotos, Fotolog, Blogs, LIG,  Navegue e Ganhe, Acesso Premiado.

### Fusão com a iG e a BrTurbo
Em maio de 2004, o iG foi adquirido pela Brasil Telecom, tendo o negócio sido anunciado na entrega do Prêmio iBest. Adotou-se um novo logotipo, mantida a cor azul, agora definido como "Internet Generation". Os provedores de acesso à internet da Brasil Telecom (iG, iBest e BrTurbo) formavam o Internet Group. A fusão do IG com os portais iBest e BrTurbo foi concluída em 2006, marcada por nova campanha publicitária.
Com o processo de fusão, a marca foi incorporada ao iG, havendo uma pausa nas edições do prêmio.
A Oi comprou a operadora Brasil Telecom em 2008 por R$ 5,863 bilhões. O negócio foi acertado entre as duas empresas e a Oi incorporou a Brasil Telecom em 17 de maio de 2009.